# Treinserie
Een treinserie (niet te verwarren met materieelserie) is een reeks treindiensten die een bepaalde route volgens een bepaald patroon afleggen. Elke treindienst heeft een treinnummer (ritnummer). De laatste twee cijfers hiervan verschillen per treindienst, de overige cijfers duiden de treinserie aan.
Een treinserie komt overeen met een lijn in het stads- en streekvervoer. Evenwel, bij het stads- en streekvervoer worden de lijnnummers duidelijk gecommuniceerd, terwijl de serienummers van treinen in Nederland en België alleen voor administratief gebruik zijn.
Geeft men iemand een reisadvies, dan wordt het lijnnummer van de tram of bus genoemd, maar niet het serienummer van de trein.

## Nederland
Elke trein (goederen- of personentrein) die in Nederland rijdt, rijdt onder een treinnummer dat binnen één dag uniek is. Reizigerstreinen die dezelfde treinsoort op hetzelfde traject rijden behoren tot een treinserie, en ook als het ene traject het andere omvat, mits de totale frequentie per richting niet groter is dan 2x per uur (7400 en 17400 zijn om die reden niet gecombineerd; idem voor 4000 en 4700, en voor 4100 en 4200; merk ook op dat verwante series vaak niet opeenvolgende honderdtallen gebruiken, maar een honderdtal en 10000 meer). Bij kleine verschillen in een treindienst afhankelijk van de dag hebben de diensten op de verschillende dagen wel hetzelfde treinnummer. De even nummers worden gebruikt voor de ene richting, en de oneven nummers voor de andere. Gezien de frequentie zijn er voor een treinserie nooit meer dan 96 nummers nodig. Een uitzondering op het voorgaande was treinserie 14100 (Rotterdam Centraal – Vlaardingen Centrum); deze reed als enige om het kwartier, maar alleen in de spits; daardoor was het aantal beschikbare nummers toch genoeg.
Het derde en volgende cijfer van rechts wordt constant gehouden binnen een treinserie. Meestal worden voor een treinserie 100 nummers gereserveerd, met een honderdvoud om de serie aan te duiden, en een deel van de volgende 99 nummers voor de treinnummers. Bij sommige bijzondere series zijn niet meer dan 9 nummers nodig. Het tweede en volgende cijfer van rechts kan dan constant worden gehouden binnen de treinserie. Het tienvoud wordt gebruikt om de serie aan te duiden, en een deel van de volgende 9 nummers voor de treinnummers. Er zijn ook varianten zoals treinserie 140 / 240 (Internationale trein Amsterdam - Berlijn v.v), met de 20 gereserveerde nummers 140-149 en 240-249.
Het treinnummer gaat bij een frequentie van 2 keer per uur steeds 2 omhoog, en bij een frequentie van 1 keer per uur steeds 4, in beide gevallen gaat het nummer dus met 4 per uur omhoog. Bij minder frequente treinen hoeft dit niet te gelden.
Een voorbeeld is de treinserie 3000 (IC Den Helder – Nijmegen vv) met potentieel de nummers van 3000 tot en met 3099. In de genoemde richting zijn er de oneven nummers 3015 t/m 3097, en in omgekeerde richting de even nummers 3008 t/m 3086.
De treinnummers staan in het spoorboekje en voorheen op het stempel van de conducteur. In de reisplanner op de NS-website kan het treinnummer zichtbaar gemaakt worden door mouseover bij de treinsoort onder reisdetails; dit werkt niet altijd op een smartphone; de NS Reisplanner Xtra vermeldt het nummer expliciet. Bij gebruik van het spoorboekje kan men bij tabeloverschrijdende treinen aan de treinnummers zien welke kolommen bij dezelfde trein horen.
Er staan geen treinnummers op de vertrekstaat en de CTA.
Werd er in het verleden omgeroepen: "Dienstmededeling: 3518 plus 15" dan wist een ingewijde dat trein 3518 een kwartier vertraging heeft.
Soms worden treinseries op een knooppunt aan elkaar gekoppeld zodat deze feitelijk één doorgaande treindienst vormen, bijvoorbeeld in 2011 de 1500 (Intercity van Amersfoort Schothorst naar Amsterdam Centraal) en de 4500 (Intercity van Amsterdam Centraal naar Enkhuizen). 
Een treinserie kan per richting meerdere tabellen uit het spoorboekje beslaan. Omgekeerd kan een tabel uit het spoorboekje meerdere treinseries behelzen. Wel hoort zowel elke treinserie als elke tabel, in het geval van binnenlandse treinen, maar bij één vervoerder. Bij de kleinere vervoerders is er grotendeels een een-op-eenverband tussen de twee.

## België
In België is geen onderscheid tussen even en oneven, maar telt men door. Een treindienst rijdt in België doorgaans elk uur; de eerste 50 nummers in een serie zijn genoeg voor een treindienst en worden doorgaans gebruikt voor een IC-verbinding. De hogere nummers kunnen gebruikt worden voor een andere treindienst, meestal een L- of S-verbinding. De eerste nummers xx00-xx24 of xx50-xx74 worden gebruikt voor de heenrichting, de nummers xx25-xx49 of xx75-xx99 voor de terugrichting. Ieder uur is het treinnummer voor dezelfde richting dus 1 hoger dan het vorige uur.
Dit geldt niet voor piekuurtreinen; deze hebben een afwijkende nummering. Hun treinserienummer is 7000 bij een vertrekuur vóór 14.00 uur en 8000 bij een vertrekuur vanaf 14.00 uur.
De verbindingen krijgen naast een treinserie ook een nummer toebedeeld dat de verbinding aanduidt, zoals IC-15 of L-24. Vroeger kregen de IC- en IR-verbindingen een letter toegekend, voor InterCity's is dat een hoofdletter, voor InterRegio's een kleine letter, maar hier is men in 2014 van afgestapt.
De treinnummers staan in het spoorboekje en in de reisplanner op de NMBS-website. Op de Desiro-treinen worden ze ook aangeduid op de bestemmingsfilms.

## Lijsten van treinseries
- Lijst van treinseries in Nederland
- Lijst van voormalige treinseries in Nederland
- Treincategorieën België met een overzicht van de IC- en IR-verbindingen